# Jørgen Niclasen
Jørgen Niclasen (født 17. januar 1969) er en færøsk politiker, der var leder af Fólkaflokkurin fra 2007 til 2022. 

## Baggrund
Han er søn af Hervør og Niclas Niclasen og gift med Annelena Vest Niclasen, som er datter af Ásla og Julius Joensen. De har tre børn: Linda (f. 1993), Ásvør (f. 1995) og Julian (f. 2001). Han har matematisk-fysisk studentereksamen fra 1988.

## Politisk karriere
Niclasen har været valgt til Lagtinget siden 1994. Han mødte fast som vicerepræsentant for Svend Aage Ellefsen 1991–1993 og mødte også som vicemedlem 1989-1990. Fra 1998 til 2003 var han Færøernes fiskeriminister. Han har været formand for Lagtingets Social- og Sundhedsudvalg, formand for Erhvervsudvalget, formand for Kontroludvalget og formand for Finansudvalget. Han var delegeret til Nordisk Råd 1996-1998. 
26. september 2008 blev han landsstyremand for udenrigsanliggender, og han var udenrigsminister til 19. januar 2011. Han var Færøernes finansminister fra 14. november 2011 til 15. september 2015.

### Lagtingsudvalg
- 2011 formand for Finansudvalget
- 2004–2008 formand for Velfærdsudvalget
- 2003–2004 medlem af Velfærdsudvalget
- 1998–1998 formand for Finansudvalget
- 1996–1998 formand for Erhvervsudvalget
- 1994–1996 formand for Kontroludvalget
- 1994–1995 medlem af Social- og sundhedsudvalget
- 1994–1998 medlem af Skatteudvalget
- 1991–1993 formand for Social- og sundhedsudvalget

## Toldsagen
I december 2013 og i 2014 vakte det stor opmærksomhed på Færøerne, da en de færøske medier omtalte en 20-25 år gammel toldsag, som involverede finansminister Jørgen Niclasen, som også er ansvarlig for Færøernes toldsager. Den 17. januar 2014 valgte Niclasen at invitere til et pressemøde for de færøske medier sammen med sin advokat, Christian Andreasen. Til pressemødet sagde han blandt andet, at han var blevet anklaget for at have snydt i told, og at han ville tilbagevise det. Han sagde, at anklagerne fra medierne intet havde med virkeligheden at gøre. Der er blevet betalt told i al min tid, sagde han, og fortsatte: Det vigtigste er, at jeg som direktør for familieforetagendet holdt landets love. Niclasen forsvarede sig med, at årsagen til, at han og hans firma havde solgt varer, hvor told ikke var betalt først, skyldtes, at firmaet troede, at det havde en toldkredit. Så snart som han i 1992 havde fået oplyst, at toldkreditten var udløbet, holdt han op med at sælge varer, som ikke havde været igennem toldmyndighederne, og p/f (a/s) N. Niclasen betalte så meget told, som det orkede. Hans advokat fremlagde en forklaring, som medierne fik udleveret umiddelbart før pressemødet.
Nogle måneder senere producerede Færøernes Fjernsyn og Radio, Kringvarp Føroya, en udsendelse Tollmálið, som fortalte om Toldsagen,  blev vist i fjernsynet af kvf.fo i maj 2014. Ifølge udsendelsen Tollmálið (Toldsagen) havde journalisten Sveinur Tróndarson stor personlig viden om sagen, fordi han i 1992 arbejdede som revisor for Landsrevisorerne (Landsgrannskoðanin). 

### Mistillidsvotum
Den 28. maj 2014 foreslog oppositionspartierne et mistillidsvotum mod Jørgen Niclasen. Det skete få dage efter, at Kringvarp Føroya (Færøernes Radio og Fjernsyn) havde sendt dokumentaren "Tollmálið", som handlede om at Jørgen Niclasen angiveligt havde snydt i told 20-25 år tidligere. Forslaget faldt og landsstyremanden fortsatte. Tre af lagtingsmedlemmerne fra regeringspartierne, Reimund Langgaard og Helgi Abrahamsen fra Sambandsflokkurin samt formanden for Miðflokkurin, Jenis av Rana stemte for forslaget om mistillidsvotum imod Jørgen Niclasen.

### Sagsøgte journalister
I januar 2015 indklagede Jørgen Niclasen nogle færøske medier for det færøske medieankenævn (Fjølmiðlakærunevndin). Ca. en måned efter at TV-udsendelsen, Tollmálið (Toldsagen) var vist, valgte Niclasen at trække klagen tilbage fra det færøske medieankenævn. Niclasen anklagede Medieankenævnet for at være ikke fungerende, da de ikke havde behandlet hans sag endnu, men journalisten Sveinur Tróndarson, fortalte til Rás 2, at det var løgn, for sagen var aldrig lagt for nævnet. Den nåede aldrig længere end til Medieankenævnets administration.  Niclasen havde aldrig fremlagt sagen for nævnet. Lagmanden, Kaj Leo Johannesen har hele tiden fastholdt, at han har fuld tillid til Jørgen Niclasen.
Niclasen valgte i maj 2014 at sagsøge fire færøske journalister for injurier. De sagsøgte var Dia Midjord, direktør for Kringvarp Føroya, Liljan Weihe, ansvarshavende redaktør for nyhederne i Kringvarp Føroya, Jan Lamhauge, journalist i Kringvarp Føroya og Sveinur Tróndarson, som tidligere arbejdede for portal.fo, men som på sagsøgningstidspunktet ikke var ansat der. Tróndarson har siden Dimmalætting åbnede igen i oktober 2014 arbejdet som ansvarshavende redaktør for avisen, som nu er en weekend-avis. I Kringvarp Føroyas talkshow Sjá, som blev sendt den 16. november 2014, med Heini í Skorini som vært, var en af de tre gæster journalisten Liljan Weihe. Hun fortalte bl.a. om den forestående retssag som Jørgen Niclasen havde rejst mod hende og tre andre journalister angående Toldsagen. Retssagen forventedes at foregå i februar 2015, men Weihe mente ikke, at det ville komme så vidt. Hun sagde, at hun forventede, at alle fire anklagede journalister ville blive frikendt, fordi de kun havde passet deres arbejde. Liljan Weihe fik imidlertid ikke ret. Sagen kom for retten og den 25. februar 2015 faldt domfældelse i sagen. Jørgen Niclasen vandt sagen og journalisterne tabte. Journalisterne blev dømt til at betale henholdsvis 20 og 10 dagbøder på 1000 kroner. Derudover blev de sagsøgte, Hans Andrias Midjord, Liljan Weihe, Jan Lamhauge og Sveinur Tróndarson dømt til in solidum at betale sagsøgeren 50.000 kr., dog skulle sagsøgte Jan Lamhauge maksimalt betale 5.000 kr. Derudover skulle de sagsøgte inden 14 dage in solidum betale sagsomkostninger til sagsøger, Jørgen Niclasen, med 75.000 kr. Sveinur Tróndarson valgte at anke dommen til Landsretten.

#### Journalisterne frifundet
Den 18. november 2015 faldt der dom i retssagen, hvorunder Jørgen Niclasen havde sagsøgt fire færøske journalister for æreskrænkelse. Niclasen vandt i første omgang, men journalisterne ankede sagen til Østre Landsret. Dommerne i Østre Landsret frifandt de fire journalister. Dog blev udtalelsen  ”Snød med told: Finansministeren snød landskassen for 600.000 kr.” dømt som ubeføjet. Niclasen blev dømt til at betale sagsomkostninger for begge retter. Han skal betale 125.600 kroner i sagsomkostninger til Sveinur Tróndarson og 250.600 kroner til  Hans Andrias (Dia) Midjord, Liljan Weihe og Jan Lamhauge. Derudover skal han betale sine egne sagsomkstninger.